# 加格拉區

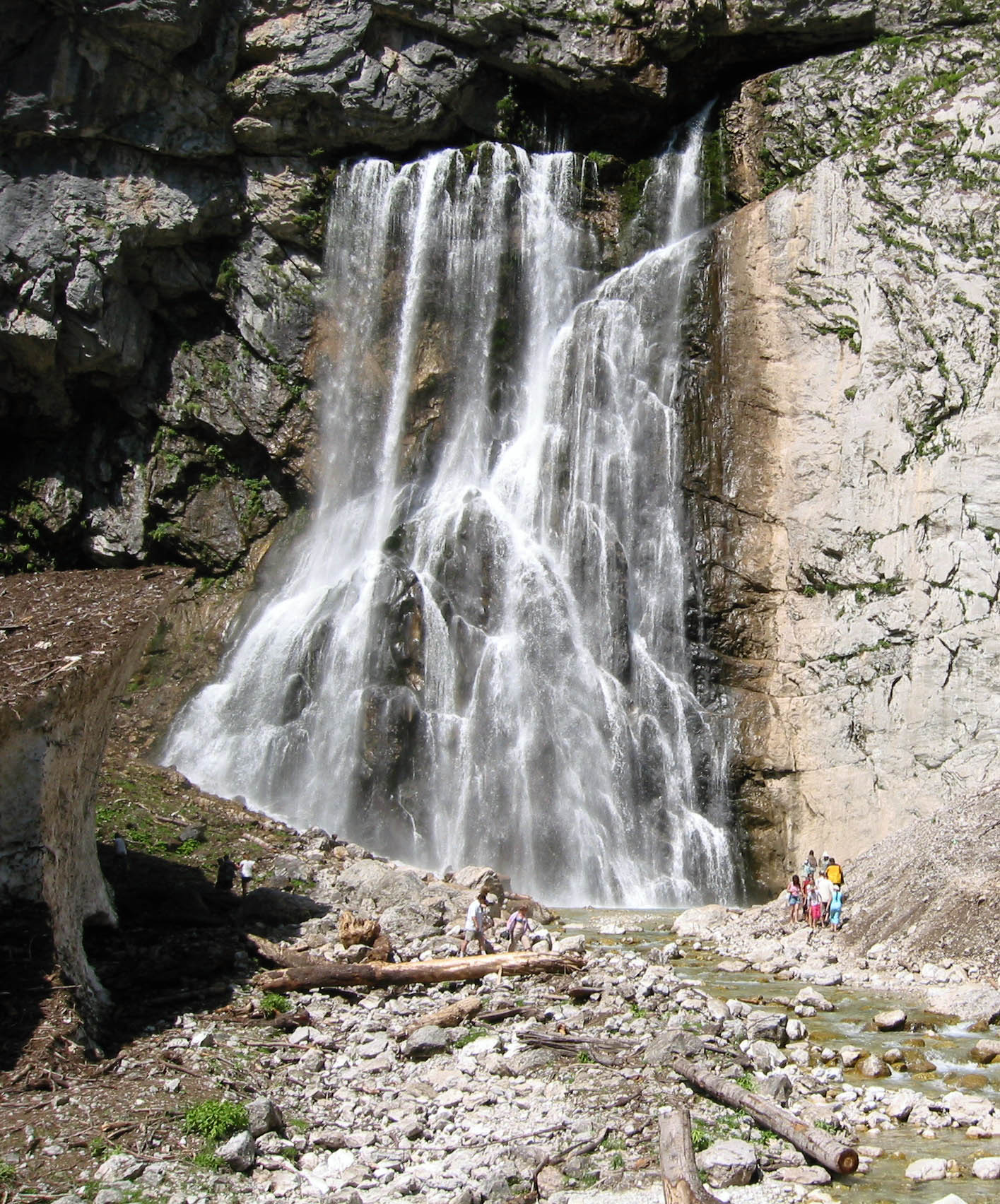

加格拉區在阿布哈兹的位置

43°25′55″N 40°15′53″E / 43.43194°N 40.26472°E
加格拉區，是阿布哈茲的區份之一，位於該國西北部，区府为加格拉，面積772平方公里，2003年人口37,002，人口密度每平方公里48人。